# 松本英子 (漫画家)
松本 英子（まつもと えいこ、1969年5月17日）は、東京都葛飾区堀切在住の漫画家、イラストレーター。千葉県船橋市出身。血液型B型。
29歳よりイラストレーターとしての活動を開始。白く丸い輪郭の、額に「松」と書かれた自己キャラによるエッセイ漫画を主に描いている。趣味はバイオリンと稲荷神社巡り。
作画においてはコピックで濃淡を表現する手法を用いており、つけペンやスクリーントーンは使わない。

## 単行本リスト
- プロジェクト松　ステキな東京魔窟 - 交通新聞社刊。ISBN 4330856069. 東京下町の風情と出会いを描くレポート漫画。『散歩の達人』連載。
- ウチのハナちゃん- 日本出版社刊。母娘二人暮らしの家にやってきた猫「ハナ」にまつわるエッセイ漫画。『猫びより』連載。
  - ずっと、ウチのハナちゃん　辰巳出版　上記の続編
- 荒呼吸 - 講談社刊。松本の日常を描くエッセイ漫画。膀胱炎やパニック障害、リウマチなどの持病についても描かれている。全5巻。『モーニング2』連載。
- 謎のあの店 - 朝日新聞出版刊。都内の一風変わった店舗をめぐるエッセイ漫画。全3巻。『ネムキ』連載。
- 局地的王道食-講談社刊。作者の偏愛する食べ物についてのエッセイ漫画。全2巻。サイト『コミックDAYS』連載。
- かけ湯くん　旅する温泉漫画-河出書房新社刊。ネコのかけ湯くんが各地の温泉を巡るエッセイ漫画。『旅の手帖』連載。
- 49歳、秘湯ひとり旅-朝日新聞出版。『ソノラマプラス』連載。
- 直売所、行ってきます-朝日新聞出版。『Nemuki+』連載。
- 初老の娘と老母と老猫　再同居物語-朝日新聞出版。『Nemuki+』連載。